# Espectroscòpia electrònica Auger

Dues vistes del procés Auger. (A) il·lustra seqüencialment els passos implicats en la desexcitació Auger. Un electró incident (o fotó) crea un forat central en el nivell 1s. Un electró des del nivell 2s omple el forat 1s i l'energia de transició s'imparteix a un electró 2p que s'emet. L'estat atòmic final així té dos orificis, un en l'orbital 2s i l'altre en l'orbital 2p. (B) il·lustra el mateix procés utilitzant la notació espectroscòpica,.

L' Espectroscòpia electrònica Auger  és una tècnica analítica utilitzada en la ciència de superfícies i en la ciència de materials. Es basa en el procés  emissió Auger mitjançant el bombardeig d'una mostra amb raigs X o electrons energètics en el rang de 2-50 keV.

## Procés
En aquesta espectroscòpia es mesura la intensitat del comptatge com a funció de l'energia cinètica dels electrons emesos de la superfície de la mostra, alguns dels quals són els característics electrons Auger. Típicament els electrons Auger són emesos a energies menors a 1000 eV, i en aquest rang d'energies dels electrons només poden provenir de les primeres capes superficials. Per tant, la tècnica Auger és altament sensible a la composició química de la superfície. Per això, l'espectroscòpia Auger és considerada com una espectroscòpia superficial, igual que  XPS . El procés Auger ocorre amb major probabilitat en elements lleugers, comparativament als elements pesants. Com a conseqüència, l'espectroscòpia Auger té major sensibilitat als elements menys pesants. A la pràctica és possible detectar des  liti, Z = 3  fins  urani, Z = 92 , encara que amb tècniques especials també és possible detectar elements  transurànics . L'espectre consistent en una sèrie de  pics  pot ser usat per determinar o identificar els àtoms presents en la mostra i el seu ambient químic.
Inicialment l'espectroscòpia Auger era usada exclusivament amb fins d'investigació, especialment en gasos. És en la dècades dels 60 'si 70' s, amb l'adveniment d'instruments que aconseguien rangs d'ultraalt buit que la tècnica té un enlairament quant al nombre d'usuaris, ja que va fer possible l'anàlisi de sòlids. En l'època actual, amb el desenvolupament d'instruments compactes i bombes turbomoleculars la tècnica ha arribat a la indústria, sent possible trobar espectroscopis Auger en línies de control de qualitat de la indústria electrònica i de semiconductors. Aquesta espectroscòpia ha estat sens dubte una de les eines que va donar origen al que avui es coneix com a nanotecnologia.
En cas d'usar-se com a font d'excitació electrons rastrejats sobre la superfície s'anomena espectroscòpia  SAM , sigla en anglès de  Scanning Auger Spectroscopy . A més, una tècnica de buidatge de les capes atòmiques externes és usada normalment juntament amb l'espectroscòpia Auger. El procés es basa en el bombardeig per ions d'un àtom inert, usualment Argó que té la capacitat de treure les últimes capes atòmiques. Per aquest mitjà és possible fer l'estudi de la composició dels materials com a funció de la profunditat.

## Exemple de la espectroscopia Auger

'Figura 2. AES experimental setup usant un analitzador de mirall cilíndric (CMA). Un feix d'electrons s'enfoca sobre un espècimen i els electrons emesos són desviats al voltant del canó d'electrons i passen a través d'una obertura al darrere del CMA. Aquests electrons són dirigits a un multiplicador d'electrons per a l'anàlisi. Variant la tensió en el subministrament d'escombrat permet una manera derivat de traçat de les dades Auger. Un canó de ions opcional es pot integrar per experiments de perfils de profunditat.

L'exemple de les figures mostra espectres Auger on l'ambient químic modifica la resposta espectral de la transició KLL del nitrogen. El primer correspon a nitrogen en nitrur de coure mentre la segona correspon a nitrogen en nitrur d'itri. El triplet en la transició del nitrogen en la primera és a causa de la presència d'estats antienlazantes en l'ambient local del nitrogen que és envoltat per sis àtoms de coure. A la segona els estats antienllaç estan buits, per tant aquests estats no es mostren en l'espectre.
Hi ha comitès que busquen estandarditzar l'espectroscòpia Auger. Un és el comitè E42 de la  ASTM  (American Society for Testing Materials International); L'altre és el comitè tècnic TC-201 de l'Organització Internacional per a l'Estandardització ( ISO ).